# ایلیریا ۱۱۶۰
سیارک ۱۱۶۰ (به انگلیسی: 1160 Illyria، نامگذاری:1929RL) هزار و صد و شصتمین سیارک کشف شده‌است که در ۹ سپتامبر ۱۹۲۹ و در هایدلبرگ کشف شد.
قدر مطلق سیارک برابر ۱۱٫۱۰ است.